# 相澤町子
相澤マチ子（日语：／ Aizawa, Machiko），日本前女子羽球運動員，從1960年代末期到1970年代中期贏得了多項國內和國際比賽冠軍。 
相澤雖然具有不錯的單打實力，但她最大的成就是與竹中悅子（婚後名栂野尾悅子）的女子雙打組合，她們曾在1972年、1973年和1975年贏得了著名的全英羽球錦標賽冠軍。她們還贏得了1970年和1974年的丹麥羽球公開賽冠軍、1970年亞洲運動會冠軍，以及1970年的美國羽球公開賽冠軍。相澤代表日本參加1972年的優霸盃（女子國際團體賽）並獲得冠軍，而在1975年的比賽則輸給印尼而失去獎盃。